# Sports Hōchi
Le Sports Hōchi (スポーツ報知, Supōtsu Hōchi), anciennement connu sous le nom Hōchi Shimbun (報知新聞, Hōchi Shinbun), littéralement « Journal informant de façon générale », est un quotidien sportif japonais. Son tirage en 2002 est de un million d'exemplaires.
Il est affilié au Yomiuri Shimbun.

## Source de la traduction
- (en) Cet article est partiellement ou en totalité issu de l’article de Wikipédia en anglais intitulé « Sports Hochi » (voir la liste des auteurs).